# Buriram United Football Club

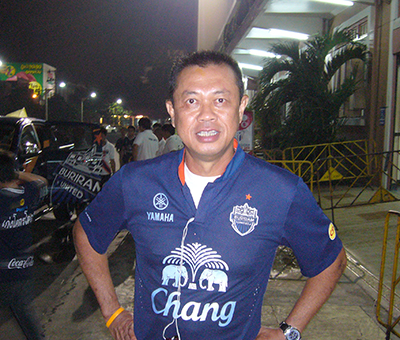
Newin Chidchob es el dueño del club desde 2009.

El Buriram United (en tailandés: สโมสรฟุตบอลบุรีรัมย์ ยูไนเต็ด), anteriormente Buriram P.E.A. Football Club, es un club de fútbol de la ciudad de Buriram, Tailandia y fundado en 1970. El equipo actualmente juega en la Liga de Tailandia.
Originalmente el equipo nació en Ngamwongwan, localidad de la capital Bangkok, pero por la expansión de la liga y la limitada cantidad de aficionados que tenía, se trasladaron a la provincia de Ayutthaya.
En el 2010, el equipo fue adquirido por Newin Chidchob, un político de la provincia de Buriram, trasladándolo otra vez, pero a Buriram, algo que a la afición de Ayutthaya no le gustó.

## Palmarés

### Campeonatos nacionales
- Liga de Tailandia: 11

2008, 2011, 2013, 2014, 2015, 2017, 2018, 2022, 2023, 2024, 2025
- Copa FA de Tailandia: 6

2011, 2012, 2013, 2015, 2022, 2023
- Copa de la Liga de Tailandia: 5

2011, 2012, 2013, 2015, 2016
- Copa Kor Royal (Supercopa): 4

2013, 2014, 2015, 2016
- Copa de Campeones de Tailandia: 1

2019

### Otros campeonatos
- Campeonato de Clubes Mekong: 1

2015, 2016

## Participación en competiciones de la AFC
| Temporada | Torneo                  | Ronda            | Club                    | Casa            | Visita | Global      |
| --------- | ----------------------- | ---------------- | ----------------------- | --------------- | ------ | ----------- |
| 2009      | AFC Cup                 | Grupo H          | Binh Duong FC           | 1–3             | 1-1    | 3º Lugar    |
| 2009      | AFC Cup                 | Grupo H          | Home United FC          | 2-1             | 1-3    | 3º Lugar    |
| 2009      | AFC Cup                 | Grupo H          | Club Valencia           | 4-1             | 3-1    | 3º Lugar    |
| 2012      | AFC Champions League    | Grupo H          | Kashiwa Reysol          | 3–2             | 0–1    | 4º Lugar    |
| 2012      | AFC Champions League    | Grupo H          | Guangzhou Evergrande    | 1–2             | 2–1    | 4º Lugar    |
| 2012      | AFC Champions League    | Grupo H          | Jeonbuk Hyundai Motors  | 0–2             | 2–3    | 4º Lugar    |
| 2013      | AFC Champions League    |                  |                         |                 |        |             |
| 2013      | AFC Champions League    | Play-off         | Brisbane Roar           | 0–0 aet (3–0 p) |        |             |
| 2013      | AFC Champions League    | Grupo E          | Vegalta Sendai          | 1–1             | 1–1    | 2º Lugar    |
| 2013      | AFC Champions League    | Grupo E          | FC Seoul                | 0–0             | 2–2    | 2º Lugar    |
| 2013      | AFC Champions League    | Grupo E          | Jiangsu Sainty          | 2–0             | 0–2    | 2º Lugar    |
| 2013      | AFC Champions League    | 1/8              | Bunyodkor               | 2–1             | 0–0    | 2–1         |
| 2013      | AFC Champions League    | Cuartos de final | Esteghlal               | 1–2             | 0–1    | 1–3         |
| 2014      | AFC Champions League    | Grupo E          | Shandong Luneng Taishan | 1–0             | 1–1    | 3º Lugar    |
| 2014      | AFC Champions League    | Grupo E          | Pohang Steelers         | 1–2             | 0–0    | 3º Lugar    |
| 2014      | AFC Champions League    | Grupo E          | Cerezo Osaka            | 2–2             | 0–4    | 3º Lugar    |
| 2015      | AFC Champions League    | Grupo F          | Seongnam FC             | 2–1             | 1–2    | 3º Lugar    |
| 2015      | AFC Champions League    | Grupo F          | Guangzhou R&F           | 5–0             | 2–1    | 3º Lugar    |
| 2015      | AFC Champions League    | Grupo F          | Gamba Osaka             | 1–2             | 1–1    | 3º Lugar    |
| 2016      | AFC Champions League    | Grupo F          | FC Seoul                | 0–6             | 1–2    | 4º Lugar    |
| 2016      | AFC Champions League    | Grupo F          | Shandong Luneng Taishan | 0–0             | 0–3    | 4º Lugar    |
| 2016      | AFC Champions League    | Grupo F          | Sanfrecce Hiroshima     | 0–2             | 0–3    | 4º Lugar    |
| 2018      | AFC Champions League    | Grupo G          | Jeju United             | 0–2             | 1–0    | 2º Lugar    |
| 2018      | AFC Champions League    | Grupo G          | Guangzhou Evergrande    | 1–1             | 1–1    | 2º Lugar    |
| 2018      | AFC Champions League    | Grupo G          | Cerezo Osaka            | 2–0             | 2–2    | 2º Lugar    |
| 2018      | AFC Champions League    | Octavos de final | Jeonbuk Hyundai Motors  | 3–2             | 0–2    | 3–4         |
| 2019      | AFC Champions League    | Grupo G          | Urawa Red Diamonds      | 1–2             | 0–3    | 4º Lugar    |
| 2019      | AFC Champions League    | Grupo G          | Jeonbuk Hyundai Motors  | 1–0             | 0–0    | 4º Lugar    |
| 2019      | AFC Champions League    | Grupo G          | Beijing Guoan           | 1–3             | 0–2    | 4º Lugar    |
| 2020      | AFC Champions League    | 2ª Preliminar    | Hồ Chí Minh City        | 2–1             |        |             |
| 2020      | AFC Champions League    | Play-off         | Shanghai SIPG           | 0–3             |        |             |
| 2022      | AFC Champions League    | Play-off         | Daegu FC                | 1–1 aet (2–3 p) |        |             |
| 2023–24   | AFC Champions League    | Grupo H          | Zhejiang                | 4–1             | 2–3    | 4º Lugar    |
| 2023–24   | AFC Champions League    | Grupo H          | Ventforet Kofu          | 2–3             | 0–1    | 4º Lugar    |
| 2023–24   | AFC Champions League    | Grupo H          | Melbourne City          | 0–2             | 1–0    | 4º Lugar    |
| 2024–25   | AFC Champions League    | Fase de liga     | Vissel Kobe             | 0–0             | 0–0    | 6º Lugar    |
| 2024–25   | AFC Champions League    | Fase de liga     | Central Coast Mariners  | 2–1             | 2–1    | 6º Lugar    |
| 2024–25   | AFC Champions League    | Fase de liga     | Pohang Steelers         | 1–0             | 1–0    | 6º Lugar    |
| 2024–25   | AFC Champions League    | Fase de liga     | Yokohama F. Marinos     | 0–5             | 0–5    | 6º Lugar    |
| 2024–25   | AFC Champions League    | Fase de liga     | Kawasaki Frontale       | 0–3             | 0–3    | 6º Lugar    |
| 2024–25   | AFC Champions League    | Fase de liga     | Johor Darul Takzim      | 0–0             | 0–0    | 6º Lugar    |
| 2024–25   | AFC Champions League    | Fase de liga     | Ulsan HD                | 2–1             | 2–1    | 6º Lugar    |
| 2024–25   | AFC Champions League    | Fase de liga     | Gwangju FC              | 2–2             | 2–2    | 6º Lugar    |
| 2024–25   | AFC Champions League    | Octavos de final | Johor Darul Takzim      | 0–0             | 1–0    | 1–0         |
| 2024–25   | AFC Champions League    | Cuartos de final | Al-Ahli                 | 0–3             | 0–3    | 0–3         |
| 2024–25   | ASEAN Club Championship | Grupo B          | Cong An Ha Noi          | 1–2             | 1–2    | 2º Lugar    |
| 2024–25   | ASEAN Club Championship | Grupo B          | Kaya FC                 | 7–0             | 7–0    | 2º Lugar    |
| 2024–25   | ASEAN Club Championship | Grupo B          | Borneo Samarinda        | 4–0             | 4–0    | 2º Lugar    |
| 2024–25   | ASEAN Club Championship | Grupo B          | Lion City Sailors       | 0–0             | 0–0    | 2º Lugar    |
| 2024–25   | ASEAN Club Championship | Grupo B          | Kuala Lumpur City       | 1–0             | 1–0    | 2º Lugar    |
| 2024–25   | ASEAN Club Championship | Semifinales      | BG Pathum United        | 3–1             | 0–0    | 3–1         |
| 2024–25   | ASEAN Club Championship | Final            | Cong An Ha Noi          | 3–3             | 2–2    | 5–5 (3–2 p) |

## Clubes asociados
- Raj Pracha-Nonthaburi
- Bangkok Glass
- Wuachon United
- Leicester City
- PSV Eindhoven
- Borussia Dortmund (2018–presente)[2][3][4]